# اردشیر روحانی
اردشیر روحانی (زادهٔ ۲۸ شهریور ۱۳۲۵ رشت) نوازنده و آهنگساز اهل ایران است.

## زندگی‌نامه
اردشیر روحانی در ۲۸ شهریور سال ۱۳۲۵ در شهر رشت متولد شد. در کودکی تحت نظر پدرش «رضا روحانی» که مهندس کشاورزی و از متمولین گیلان بود  با سازهای مختلف آشنا شد. پدر وی نیز اهل موسیقی و نوازنده ساز ویلن بود. پس از پایان تحصیلات ابتدایی به هنرستان موسیقی ملی راه یافت و از آموزش‌های هنرمندانی نظیر: جواد معروفی، حسین دهلوی و حسین تهرانی بهره برد. پس از به اتمام رسیدن تحصیل در هنرستان موسیقی، در سال ۱۳۴۳ با اخذ بورسیه از وزارت فرهنگ و هنر، برای ادامه تحصیل در رشته آهنگسازی به وین مهاجرت کرد و نزد موسیقی‌دانانی همچون توماس کریستیان داوید آهنگسازی را فراگرفت. همزمان با راه اندازی رشتهٔ موسیقی در دانشگاه تهران و دعوت از توماس کریستیان داوید برای تدریس در دانشگاه تهران، او نیز به ایران بازگشت و تحصیلات خود را در رشته موسیقی دانشکده هنرهای زیبای دانشگاه تهران ادامه داد و از آموزش‌های استادانی نظیر امانوئل ملیک اصلانیان بهره جست. پایان‌نامه دانشگاهی وی قطعه‌ای به نام «شلیل» برای پیانو و ارکستر بود که در دانشگاه و شهرهای مختلف به اجرا درآمد.
او پس از پایان تحصیلات دانشگاهی در سال ۱۳۴۸، تدریس در هنرستان موسیقی را آغاز کرد. در آن زمان قطعاتی بر اساس موسیقی کلاسیک ایرانی و موسیقی فولکلور ایرانی و همچنین اتودهایی برای پیانو ساخت. این آثار با حمایت کانون پرورشی فکری کودکان و نوجوانان ضبط و منتشر شد. در دوران مدیریت علی رهبری در هنرستان موسیقی، به تدریس پیانو در هنرستان عالی موسیقی نیز پرداخت که پس از کناره‌گیری علی رهبری از هنرستان، او نیز همکاری با هنرستان را قطع کرد. هنرمندانی نظیر خشایار اعتمادی، مازیار حیدری و محمدرضا امیرقاسمی  از جمله شاگردان اردشیر روحانی در طی سال‌های تدریس بوده‌اند.
برادران وی انوشیروان روحانی، شهرداد روحانی و شهریار روحانی نیز از موسیقی‌دانان سرشناس ایرانی هستند.

## آثار هنری
از جمله آثار اردشیر روحانی به موارد زیر می‌توان اشاره نمود:
- «راپسودی شلیل»[۵]
- «دست به دستمالم نزن»[۵]
- «نغمه‌های روستایی» برای پیانو و ارکستر[۶]
- «اتود ماهور»[۶]
- «راپسودی اصفهان»[۶]
- «پرلود همایون»[۷]
- «اتود در بیات اصفهان و دشتی» (تک‌نوازی پیانو)[۶]
- آلبوم موسیقی «با عاشقان» با همراهی تمبک محمد اسماعیلی[۶]
- آلبوم موسیقی «کوی دوست» با همراهی تمبک محمد اسماعیلی[۸]